# Eudarcia ignara
Eudarcia ignara är en fjärilsart som beskrevs av Edward Meyrick 1922. Eudarcia ignara ingår i släktet Eudarcia och familjen äkta malar. Inga underarter finns listade i Catalogue of Life.